# François-Armand de Saige
Ne doit pas être confondu avec Guillaume-Joseph Saige ou Joseph Saige.
François-Armand de Saige, baron de Beautiran, seigneur de Bonoas, Ducasse, etc., né le 20 février 1734 à Bordeaux où il est exécuté le 2 brumaire an II (23 octobre 1793), est un homme politique français, maire de Bordeaux.

## Biographie

### Famille
La famille Saige s’implante à Bordeaux au XVIIe siècle. D'abord marchand et constructeur naval, ce n’est qu’au milieu du XVIIIe siècle que Joseph (1696-1764) accède à la noblesse en tant que secrétaire du roi.
François Saige (1626-1685), dont le père Gaston (1564-1648) est procureur du présidial de Bazas dans la première moitié du XVIIe siècle, vient le premier à Bordeaux où il est un marchand très actif et surtout un grand constructeur de bateaux aux Chartrons sous Colbert.
Le fils aîné de François, Jean Saige (1660-1730) maintient l’activité paternelle et l’amplifie. Il est aussi négociant, faisant d'importants commerces avec les Indes, et, en 1705, il crée la Chambre de commerce de Bordeaux, dont il est l’un des cinq directeurs. Son fils, Joseph Saige (1696-1764), également directeur de la chambre de commerce de Guyenne à Bordeaux, marié le 11 juillet 1730 avec Marie Chaperon-de-Terrefort (1704-1794) dans l'église Saint-Projet de Bordeaux, est anobli en acquérant l'office de secrétaire du roi.
Jean Saige et son fils Joseph Saige, pratiquent, par trois expéditions, la traite négrière en tant qu'armateurs.

### Au Parlement de Bordeaux
François-Armand de Saige est élève du collège de Juilly destiné à l'éducation des fils de la noblesse française.
Il achète, à 26 ans, avec dispense d'âge, le 24 mai 1760, une charge d’avocat général au parlement de Bordeaux.
Le 29/01/1765, épouse Marie-Jacqueline de Verthamon, membre d'une des grandes familles de la noblesse bordelaise. Cette dernière est alors âgée de 14 ans. Si par ce contrat de mariage, la dot de l’épouse est de 80 000 livres, le pactole revient surtout aux de Verthamon avec 400 000 livres apportées par l’époux : la vieille noblesse et le négociant richissime récemment anobli échangent leurs intérêts. « C'est le pactole qui va fertiliser les mines du Pérou », écrit François de Lamontaigne, chroniqueur de son temps.

En 1768, François-Armand de Saige acquiert pour 170 000 livres le château de Bourran à Mérignac alors espace rural proche de Bordeaux. François-Armand Saige pratique la double résidence, comme beaucoup de nobles aisés, l’hiver à Bordeaux, l’été et l’automne à la campagne dans son château de Bourran.

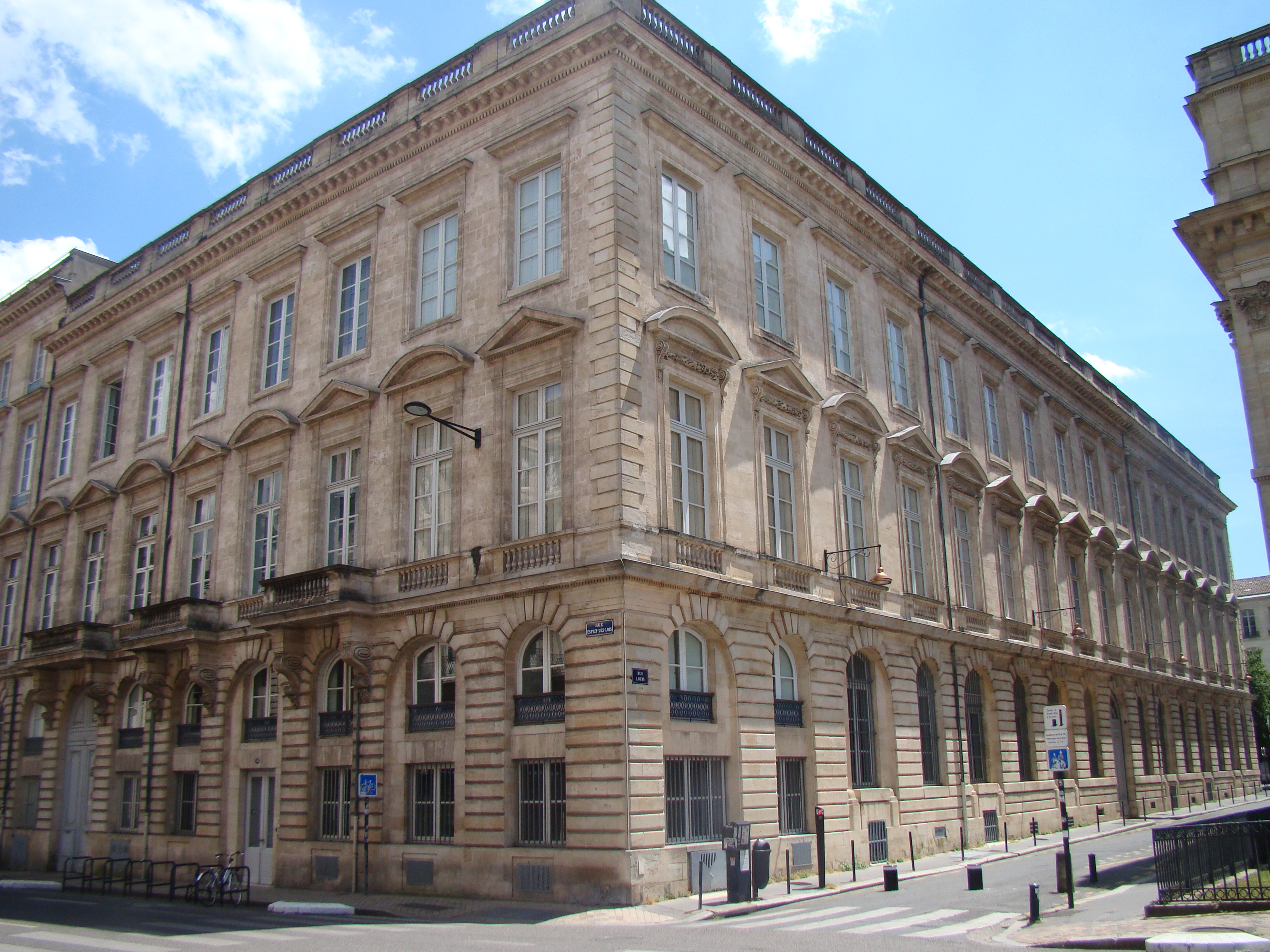
L'hôtel de Saige à Bordeaux.

En 1776, il fait bâtir par Victor Louis un hôtel particulier somptueux juste derrière le Grand-Théâtre au meilleur emplacement de « l’îlot Louis ».
En 1779, il quitte sa charge d'avocat général au Parlement de Bordeaux.
À la fin du XVIIIe siècle François-Armand de Saige fait construire le château de Saige à Cadaujac.
Possédant dix millions de livres, il est réputé pour être la plus grosse fortune bordelaise à la fin de l'Ancien Régime. Cependant, noble depuis seulement deux générations, les Saige sont considérés comme des parvenus par les membres de l’ancienne noblesse de robe.

### La Révolution
Noble éclairé, porté par les idées de la Révolution, François-Armand de Saige devient, en 1789, commandant de la Garde nationale de Bordeaux. Il est élu maire de Bordeaux à trois reprises, le 9 mai 1790 par 1 024 voix sur 1408 votants, le 6 décembre 1791 et enfin le 12 janvier 1793.
En 1793, durant la Terreur, les partisans de la Convention nationale désignent une Commission militaire pour remplacer la municipalité en place. Le 23 septembre quatre représentants en mission, dont Tallien et Ysabeau entrent dans Bordeaux avec une armée révolutionnaire pour « faire tomber les têtes des meneurs et saigner la bourse des riches égoïstes ». Jean-Baptiste-Marie Lacombe est alors désigné président de la Commission militaire révolutionnaire à Bordeaux ; près de cinq mille personnes sont arrêtées et la Commission prononce environ trois cents condamnations à mort dont celle de François-Armand de Saige, arrêté dans son château de Bourran à Mérignac puis emprisonné dans le château du Hâ. Le 2 brumaire an II (23 octobre 1793), Saige est jugé, condamné à mort et guillotiné le jour même, place Nationale à Bordeaux, à cause de ses sympathies pour les Girondins. Ses biens sont confisqués, son hôtel pillé malgré les scellés et avant l'inventaire. Sa femme est emprisonnée, puis libérée, elle récupère son hôtel et ses biens en février 1795 ; elle se remarie mais aucun enfant n'est issu de ses deux mariages.

## Portraits
Vers 1760, un portrait au pastel est réalisé par Paul-Romain Chaperon,,. En 1789, Louis Pierre Deseine réalise un buste de François-Armand de Saige. Ces deux œuvres sont conservées au musée des Arts décoratifs et du Design.

## Hommage
La ville de Bordeaux donne, en 1864, le nom de « rue Saige » à une petite rue (ancienne nommée « rue de La-Petite-Intendance ») située à proximité du Grand-Théâtre,. Une station de la ligne B du tram porte le nom de Saige (entre Unitech et Bougnard).